# Scyphoniscus waitatensis
Scyphoniscus waitatensis là một loài chân đều trong họ Scyphacidae. Loài này được Chilton miêu tả khoa học năm 1901.